# Itzling (Erding)
Itzling ist ein Gemeindeteil der Stadt Erding im Landkreis Erding in Oberbayern auf der Gemarkung Altenerding.

## Lage
Das Kirchdorf liegt rund vier Kilometer südwestlich von Erding und etwa 400 Meter südlich der Bundesstraße 388. Durch den Ort fließt der Itzlinger Graben.

## Baudenkmäler
Im Ort befindet sich die ab 1713 nach Plänen von Anton Kogler erbaute Kirche St. Vitus.

## Weblinks

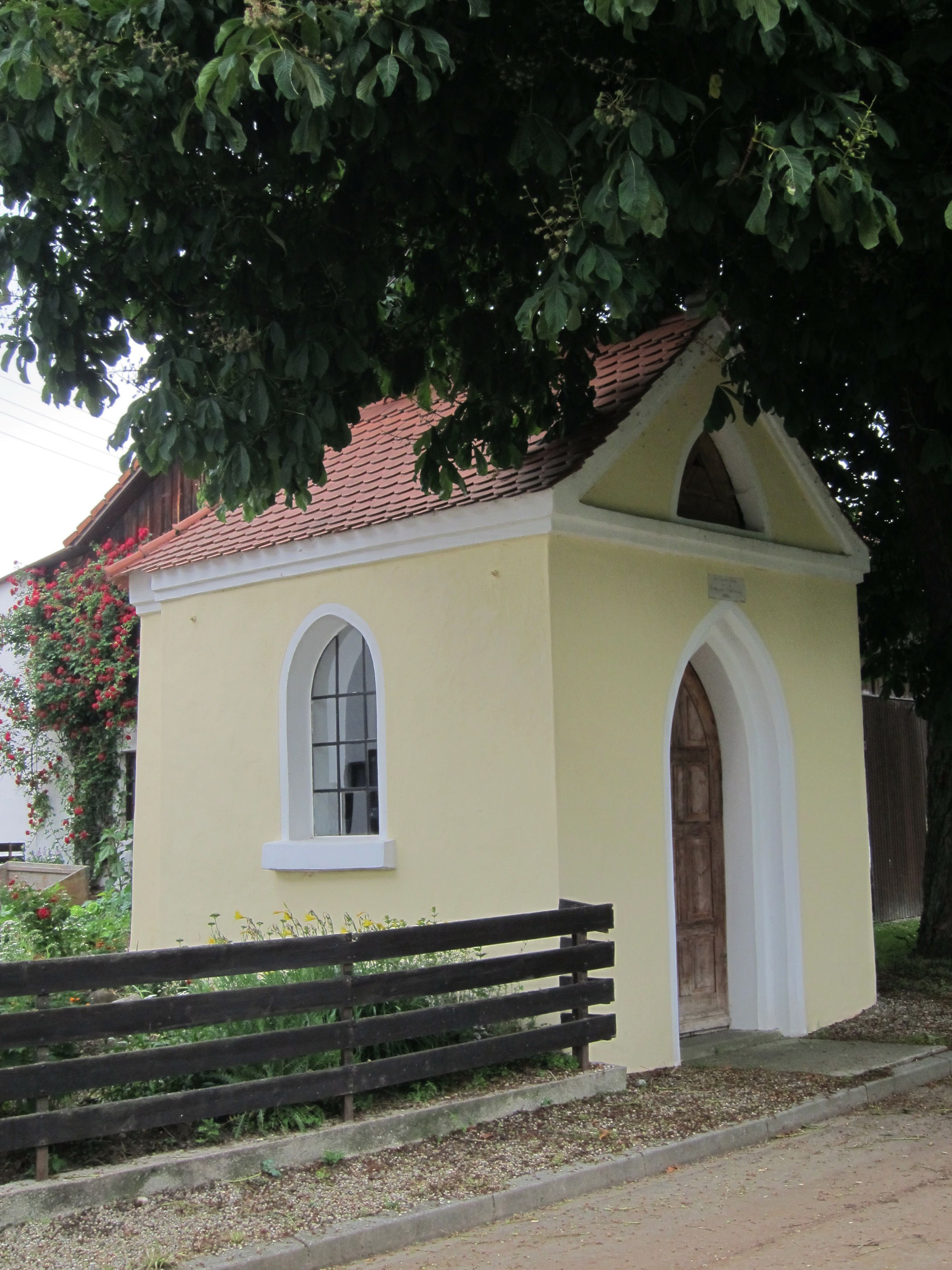
Kapelle mit neugotischen Formen (1898)